# Cliococca
Genre
Classification phylogénétique
Cliococca est un genre de plantes à fleurs de la famille des Linaceae.

## Espèces
- Cliococca selaginoides
- Cliococca tenuifolia